# SKE48
Le SKE48 sono un gruppo femminile di idol giapponesi prodotte da Yasushi Akimoto. Le audizioni per la formazione del gruppo si sono tenute nell'estate del 2008, ed il gruppo ha debuttato ad ottobre dello stesso anno. Le SKE48 si esibiscono negli studi della Sunshine Sakae a Nagoya, Prefettura di Aichi, ogni sabato.

## Storia
Yasushi Akimoto ha deciso di formare il gruppo quando ha ricevuto l'offerta di avviare una produzione musicale a Nagoya nei rinnovati studi della Sunshine Sakae. Dato che in quel momento Akimoto era sul punto di lanciare un nuovo gruppo di idol, pensò di sfruttare l'offerta ed avviare il suo progetto a Nagoya. Akimoto ha rivelato che membri selezionati sia delle AKB48 che delle SKE48 avrebbero potuto pubblicare un unico singolo, anziché due differenti. Il debutto ufficiale delle SKE48 tuttavia non è avvenuto prima del 2009.
Il 28 maggio 2011, la avex ha opzionato la produzione delle SKE48, ed il 27 luglio 2011 ha pubblicato il loro singolo sotto l'etichetta Pareo wa Emerald.
Il 7 agosto 2012 Rikako Hirata, leader del Team S, ha annunciato che lascerà il gruppo per intraprendere la carriera di reporter. Lei è stata la prima leader a lasciare le SKE48.

## Formazione
A maggio 2020 il gruppo era formato da 75 membri, divisi in diversi team: Team S composto da 17 ragazze, Team KII da 18 e Team E da 19. Il gruppo comprende inoltre un programma speciale chiamato Kenkyūsei, composto attualmente da 21 ragazze che si allenano per diventare, un giorno, membri ufficiali del gruppo.

### Team S
Chikako Matsumoto è la leader del Team S.
| Nome (kanji)                   | Data di nascita (età) | Luogo di nascita | Posizione nelle elezioni | Posizione nelle elezioni | Posizione nelle elezioni | Posizione nelle elezioni | Posizione nelle elezioni | Posizione nelle elezioni | Posizione nelle elezioni | Posizione nelle elezioni | Posizione nelle elezioni | Posizione nelle elezioni |
| Nome (kanji)                   | Data di nascita (età) | Luogo di nascita | 1                        | 2                        | 3                        | 4                        | 5                        | 6                        | 7                        | 8                        | 9                        | 10                       |
| ------------------------------ | --------------------- | ---------------- | ------------------------ | ------------------------ | ------------------------ | ------------------------ | ------------------------ | ------------------------ | ------------------------ | ------------------------ | ------------------------ | ------------------------ |
| Hinano Aoumi (青海 ひな乃?)    | 2 novembre 2000       | Aichi            |                          |                          |                          |                          |                          |                          |                          |                          |                          |                          |
| Kimie Akahori (赤堀 君江?)     | 21 gennaio 2002       | Shizuoka         |                          |                          |                          |                          |                          |                          |                          |                          |                          |                          |
| Himeka Arano (荒野 姫楓?)      | 9 gennaio 2002        | Kanagawa         |                          |                          |                          |                          |                          |                          |                          |                          |                          |                          |
| Yuzuki Ishiguro (石黒 友月?)   | 11 ottobre 2003       | Aichi            |                          |                          |                          |                          |                          |                          |                          |                          | ×                        | ×                        |
| Ruka Inoue (井上 瑠夏?)        | 12 giugno 2001        | Kumamoto         |                          |                          |                          |                          |                          |                          |                          |                          | ×                        | ×                        |
| Yūki Ōtani (大谷 悠妃?)        | 29 luglio 2004        | Aichi            |                          |                          |                          |                          |                          |                          |                          |                          |                          | ×                        |
| Ayuka Kamimura (上村 亜柚香?)  | 27 gennaio 2004       | Aichi            |                          |                          |                          |                          |                          |                          |                          | ×                        | ×                        | ×                        |
| Yoshino Kitagawa (北川 愛乃?)  | 24 gennaio 2001       | Osaka            |                          |                          |                          |                          |                          |                          |                          |                          | ×                        | ×                        |
| Marin Sakamoto (坂本 真凛?)    | 2 febbraio 2002       | Aichi            |                          |                          |                          |                          |                          |                          |                          |                          | ×                        | ×                        |
| Aika Sugiyama (杉山 愛佳?)     | 5 marzo 2002          | Aichi            |                          |                          |                          |                          |                          |                          | ×                        | ×                        | ×                        | 110                      |
| Rika Tsuzuki (都築 里佳?)      | 8 novembre 1995       | Aichi            |                          |                          | ×                        | ×                        | ×                        | ×                        |                          |                          | ×                        |                          |
| Izumi Nakamura (仲村 和泉?)    | 15 marzo 2000         | Osaka            |                          |                          |                          |                          |                          |                          |                          |                          | ×                        | ×                        |
| Kano Nojima (野島 樺乃?)       | 6 settembre 2001      | Aichi            |                          |                          |                          |                          |                          |                          | ×                        | ×                        | ×                        | ×                        |
| Miyo Nomura (野村 実代?)       | 1º febbraio 2003      | Aichi            |                          |                          |                          |                          |                          |                          |                          |                          | ×                        | ×                        |
| Jurina Matsui (松井 珠理奈?)   | 8 marzo 1997          | Aichi            | 19                       | 10                       | 14                       | 9                        | 6                        | 4                        | 5                        | 3                        | 3                        | 1                        |
| Chikako Matsumoto (松本 慈子?) | 19 novembre 1999      | Osaka            |                          |                          |                          |                          | ×                        | ×                        | ×                        | ×                        | ×                        | ×                        |
| Suzuran Yamauchi (山内 鈴蘭?)  | 8 dicembre 1994       | Chiba            |                          | 36                       | ×                        | 54                       | 61                       | 69                       | 63                       | 71                       | ×                        | ×                        |

### Team KII
Mina Ōba è la leader del Team KII.
| Nome (kanji)                  | Data di nascita (età) | Luogo di nascita | Posizione nelle elezioni | Posizione nelle elezioni | Posizione nelle elezioni | Posizione nelle elezioni | Posizione nelle elezioni | Posizione nelle elezioni | Posizione nelle elezioni | Posizione nelle elezioni | Posizione nelle elezioni | Posizione nelle elezioni |
| Nome (kanji)                  | Data di nascita (età) | Luogo di nascita | 1                        | 2                        | 3                        | 4                        | 5                        | 6                        | 7                        | 8                        | 9                        | 10                       |
| ----------------------------- | --------------------- | ---------------- | ------------------------ | ------------------------ | ------------------------ | ------------------------ | ------------------------ | ------------------------ | ------------------------ | ------------------------ | ------------------------ | ------------------------ |
| Shiori Aoki (青木 詩織?)      | 22 aprile 1996        | Shizuoka         |                          |                          |                          |                          | ×                        | ×                        | ×                        | 93                       | 82                       | 80                       |
| Yūki Arai (荒井 優希?)        | 7 maggio 1998         | Kyoto            |                          |                          |                          |                          |                          | ×                        | ×                        | 86                       | 58                       | 28                       |
| Yuna Ego (江籠 裕奈?)         | 29 marzo 2000         | Aichi            |                          |                          |                          | ×                        | ×                        | ×                        | ×                        | 35                       | 36                       | 35                       |
| Rinka Ōshiba (大芝 りんか?)   | 29 ottobre 2001       | Saitama          |                          |                          |                          |                          |                          |                          |                          |                          | ×                        | ×                        |
| Ayaka Ōta (太田 彩夏?)        | 17 agosto 2000        | Gifu             |                          |                          |                          |                          |                          |                          | ×                        | ×                        | ×                        | ×                        |
| Mina Ōba (大場 美奈?)         | 3 aprile 1992         | Kanagawa         |                          | ×                        | 35                       | 57                       | 48                       | 56                       | 27                       | 22                       | 26                       | 8                        |
| Ayaka Okamoto (岡本 彩夏?)    | 12 agosto 2002        | Tokyo            |                          |                          |                          |                          |                          |                          |                          |                          |                          |                          |
| Narumi Kataoka (片岡 成美?)   | 13 marzo 2003         | Aichi            |                          |                          |                          |                          |                          |                          | ×                        | ×                        | ×                        | ×                        |
| Ruka Kitano (北野 瑠華?)      | 25 maggio 1999        | Gifu             |                          |                          |                          |                          | ×                        | ×                        | ×                        | ×                        | 93                       | 112                      |
| Kotono Shirai (白井 琴望?)    | 1º dicembre 2002      | Aichi            |                          |                          |                          |                          |                          |                          |                          | ×                        | ×                        | ×                        |
| Yukino Shirai (白井 友紀乃?)  | 28 settembre 2000     | Aichi            |                          |                          |                          |                          |                          |                          |                          |                          |                          |                          |
| Sarina Sōda (惣田 紗莉渚?)    | 18 gennaio 1993       | Saitama          |                          |                          |                          |                          |                          | ×                        | 55                       | 30                       | 8                        | 11                       |
| Akane Takayanagi (高柳 明音?) | 29 novembre 1991      | Aichi            | ×                        | 35                       | 23                       | 24                       | 23                       | 31                       | 14                       | 20                       | 15                       | 18                       |
| Saki Takeuchi (竹内 彩姫?)    | 24 novembre 1999      | Aichi            |                          |                          |                          |                          | ×                        | ×                        | ×                        | 31                       | 56                       | 51                       |
| Airi Nakano (中野 愛理?)      | 24 marzo 2001         | Aichi            |                          |                          |                          |                          |                          |                          |                          |                          |                          | ×                        |
| Yuzuki Hidaka (日高 優月?)    | 1º aprile 1998        | Aichi            |                          |                          |                          |                          | ×                        | ×                        | ×                        | 79                       | 86                       | 76                       |
| Nao Furuhata (古畑 奈和?)     | 15 settembre 1996     | Aichi            |                          |                          |                          | ×                        | ×                        | 55                       | 24                       | 29                       | 14                       | 15                       |
| Airi Mizuno (水野 愛理?)      | 21 settembre 2002     | Aichi            |                          |                          |                          |                          |                          |                          |                          | ×                        | ×                        | 93                       |

### Team E
Akari Suda è la leader del Team E.
| Nome (kanji)                 | Data di nascita (età) | Luogo di nascita | Posizione nelle elezioni | Posizione nelle elezioni | Posizione nelle elezioni | Posizione nelle elezioni | Posizione nelle elezioni | Posizione nelle elezioni | Posizione nelle elezioni | Posizione nelle elezioni | Posizione nelle elezioni | Posizione nelle elezioni |
| Nome (kanji)                 | Data di nascita (età) | Luogo di nascita | 1                        | 2                        | 3                        | 4                        | 5                        | 6                        | 7                        | 8                        | 9                        | 10                       |
| ---------------------------- | --------------------- | ---------------- | ------------------------ | ------------------------ | ------------------------ | ------------------------ | ------------------------ | ------------------------ | ------------------------ | ------------------------ | ------------------------ | ------------------------ |
| Honoka Aikawa (相川 暖花?)   | 22 ottobre 2003       | Aichi            |                          |                          |                          |                          |                          |                          | ×                        | ×                        | ×                        | ×                        |
| Yūka Asai (浅井 裕華?)       | 10 novembre 2003      | Aichi            |                          |                          |                          |                          |                          |                          | ×                        | ×                        | ×                        | ×                        |
| Kaede Ikeda (池田 楓?)       | 5 luglio 2000         | Nagasaki         |                          |                          |                          |                          |                          |                          |                          |                          |                          |                          |
| Reona Ida (井田 玲音名?)     | 3 dicembre 1998       | Mie              |                          |                          |                          |                          | ×                        | ×                        | ×                        | ×                        | ×                        | ×                        |
| Natsuki Kamata (鎌田 菜月?)  | 29 agosto 1996        | Aichi            |                          |                          |                          |                          | ×                        | ×                        | 70                       | 74                       | 44                       | 59                       |
| Haruka Kumazaki (熊崎 晴香?) | 10 agosto 1997        | Aichi            |                          |                          |                          |                          | ×                        | ×                        | 73                       | 67                       | 63                       | 46                       |
| Ami Kurashima (倉島 杏実?)   | 28 giugno 2005        | Kanagawa         |                          |                          |                          |                          |                          |                          |                          |                          | ×                        | ×                        |
| Makiko Saitō (斉藤 真木子?)  | 28 giugno 1994        | Osaka            | ×                        | ×                        | ×                        | ×                        | 42                       | 75                       | 65                       | 92                       | 90                       | 108                      |
| Kaho Satō (佐藤 佳穂?)       | 16 maggio 1997        | Aichi            |                          |                          |                          |                          |                          |                          |                          |                          | ×                        | ×                        |
| Ōka Suenaga (末永 桜花?)     | 2 febbraio 2002       | Aichi            |                          |                          |                          |                          |                          |                          | ×                        | ×                        | ×                        | 45                       |
| Maya Sugawara (菅原 茉椰?)   | 10 gennaio 2000       | Miyagi           |                          |                          |                          |                          |                          |                          |                          | ×                        | ×                        | 29                       |
| Akari Suda (須田 亜香里?)    | 31 ottobre 1991       | Aichi            |                          | ×                        | 36                       | 29                       | 16                       | 10                       | 18                       | 7                        | 6                        | 2                        |
| Yuki Takahata (高畑 結希?)   | 18 luglio 1995        | Kagawa           |                          |                          |                          |                          |                          |                          | ×                        | ×                        | 78                       | 68                       |
| Mizuki Tanabe (田辺 美月?)   | 2 gennaio 2001        | Niigata          |                          |                          |                          |                          |                          |                          |                          |                          |                          |                          |
| Marika Tani (谷 真理佳?)     | 5 gennaio 1996        | Fukuoka          |                          |                          |                          |                          | ×                        | ×                        | 23                       | 55                       | 66                       | 89                       |
| Marina Nishi (西 満里奈?)    | 16 gennaio 2000       | Kanagawa         |                          |                          |                          |                          |                          |                          |                          |                          |                          | ×                        |
| Shiina Hirata (平田 詩奈?)   | 22 agosto 1999        | Aichi            |                          |                          |                          |                          |                          |                          |                          |                          |                          | ×                        |
| Negai Fukai (深井 ねがい?)   | 16 gennaio 2003       | Osaka            |                          |                          |                          |                          |                          |                          |                          |                          | ×                        | ×                        |
| Nao Fukushi (福士 奈央?)     | 23 aprile 1999        | Tochigi          |                          |                          |                          |                          |                          | ×                        | ×                        | ×                        | ×                        | 103                      |

### Kenkyūsei
(Kenkyūsei (研究生? "apprendiste"))
- Kanon Ishikawa (石川 花音?) (19 dicembre 1997 a Chiba)
- Sayaka Iriuchijima (入内嶋 涼?) (13 maggio 1999 a Kanagawa)
- Mako Ōhashi (大橋 真子?) (24 maggio 2004 a Tokyo)
- Miharu Kawashima (川嶋 美晴?) (17 dicembre 2002 ad Aichi)
- Ena Suzuki (鈴木 愛菜?) (9 gennaio 2004 ad Aichi)
- Kokona Suzuki (鈴木 恋奈?) (28 dicembre 2003 a Gifu)
- Nanami Takeuchi (竹内 ななみ?) (24 febbraio 2001 a Osaka)
- Miyu Nakasaka (中坂 美祐?) (11 giugno 2005 ad Aichi)
- Momona Hirano (平野 百菜?) (5 settembre 2006 ad Aichi)
- Fuyuka Fujimoto (藤本 冬香?) (3 aprile 1998 a Hiroshima)
- Rika Aoki (青木 莉樺?) (2 dicembre 1999 a Osaka)
- Hayaka Igarashi (五十嵐 早香?) (19 settembre 2001 a Baguio)
- Mizuki Ishizuka (石塚 美月?) (2 dicembre 2002 ad Aichi)
- Miki Itō (伊藤 実希?) (11 agosto 2002 ad Aichi)
- Yui Katō (加藤結?) (17 luglio 2001 a Osaka)
- Rikako Kiuchi (木内 俐椛子?) (14 marzo 2002 a Osaka)
- Mikuru Kitō (鬼頭 未来?) (1º agosto 2003 ad Aichi)
- Kanon Sawada (澤田 奏音?) (12 maggio 2004 ad Aichi)
- Anan Sugiyama (杉山 歩南?) (22 luglio 2006 ad Aichi)
- Mio Nishii (西井 美桜?) (16 marzo 2001 a Osaka)
- Mirei Hayashi (林 美澪?) (10 marzo 2009 ad Aichi)

## Discografia

### Singoli
| Pubblicazione | Titolo                                                                          | Posizione in classifica     | Vencite Oricon  | Vencite Oricon | Album                        | Album |
| Pubblicazione | Titolo                                                                          | Oricon Weekly Singles Chart | Prima settimana | Vendite totali |                              |       |
| ------------- | ------------------------------------------------------------------------------- | --------------------------- | --------------- | -------------- | ---------------------------- | ----- |
| 2009          | Tsuyoki Mono Yo (強き者よ? "Be the Strong Person")                              | 5                           | 22,624          | 27,300         | Kono Hi no Chime o Wasurenai |       |
| 2010          | Aozora Kataomoi (青空片想い? "Blue Sky Unrequited Love)                         | 3                           | 34,747          | 51,200         | Kono Hi no Chime o Wasurenai |       |
| 2010          | Gomen ne, Summer (ごめんね、SUMMER?, Gomen ne, Samā, "Sorry, Summer")           | 3                           | 62,078          | 93,500         | Kono Hi no Chime o Wasurenai |       |
| 2010          | 1! 2! 3! 4! Yoroshiku! (1!2!3!4! ヨロシク!? "1! 2! 3! 4! I'm Counting on You!") | 2                           | 119,913         | 171,400        | Kono Hi no Chime o Wasurenai |       |
| 2011          | Banzai Venus (バンザイVenus?, Banzai Bīnasu, "Hooray Venus")                    | 1                           | 206,608         | 276,000        | Kono Hi no Chime o Wasurenai |       |
| 2011          | Pareo wa Emerald (パレオはエメラルド?, Pareo wa Emerarudo, "Pareo Is Emerald")  | 1                           | 378,747         | 474,485        | Kono Hi no Chime o Wasurenai |       |
| 2011          | Okie Dokie (オキドキ ?, Oki Doki, "Okey-Dokey")                                 | 1                           | 382,802         | 466,875        | Kono Hi no Chime o Wasurenai |       |
| 2012          | Kataomoi Finally (片想いFinally? "Unrequited Love Finally")                     | 1                           | 495,809         | 540,906        | Kono Hi no Chime o Wasurenai |       |
| 2012          | Aishite-Love-Ru! (アイシテラブル!? "I Love You!")                               | 1                           | 472,327         | 581,612        | TBA                          |       |
| 2012          | Kiss Datte Hidarikiki (キスだって左利き? "Even Kiss Is Left-Handed")            | 1                           | 511,472         | 589,959        | TBA                          |       |
| 2013          | Choco no Dorei (チョコの奴隷? "Slave of Chocolate")                             | 1                           | 538,914         | 671,623        | TBA                          |       |
| 2013          | Utsukushii Inazuma (美しい稲妻? "Beautiful Lightning")                          | 1                           | 510,673         | 661,557        | TBA                          |       |
| 2013          | Sansei Kawaii! (賛成カワイイ!? "I Agree, You're Cute!")                         | 1                           | 449,003         | 559,735        | TBA                          |       |
| 2014          | Mirai to wa? (未来とは?? "Future?")                                             |                             |                 |                | TBA                          |       |

### Album
| Anno | Informazioni | Classifica' album Oricon |
| ---- | --- | ------------------------ |
| 2010 | Te o Tsunaginagara (手をつなぎながら? Holding On to My Hand) - Pubblicazione: 10 febbraio 2010 - Etichetta: Crown Gold (CRCP-40266)*, (CRCP-40267)** - Formati: Compact disc                             | 21* 59**                 |
| 2010 | Seifuku no Me (制服の芽? School Uniform Spouts) - Pubblicazione: 28 aprile 2010 - Etichetta: Crown Gold (CRCP-40268)* - Formati: Compact disc                                                            | 22                       |
| 2012 | Kono Hi no Chime o Wasurenai (この日のチャイムを忘れない? I Don't Forget Chime of This Day) - Pubblicazione: 19 settembre 2012 - Etichetta: Avex Trax (AVCD-38568), (AVCD-38569) - Formati: Compact disc | 2                        |

*Pubblicazione del Team S
**Pubblicazione del Team KII